# Anílids
Els anílids (Aniliidae) són una família monotípica creada per al gènere monotípic  Anilius que conté l'única espècie Anilius scytale. Els noms comuns inclouen la serp pipa americana i falsa serp de corall. Es troba a Amèrica del Sud. Aquesta serp té una faixa pelviana vestigial que té l'aparença d'un parell d'esperons cloacal. És ovovivípar. No és verinós, i la seva dieta consisteix principalment en amfibis i altres rèptils. Es reconeixen dues subespècies, incloses les subespècies nominades descrites aquí. És ovovivípara. La dieta es compon principalment d'amfibis i altres rèptils. Actualment, es reconeixen dues subespècies, incloent la forma típica que es descriu aquí.

## Morfologia
Aquesta espècie es distribueix per la conca de l'Amazones, Guaiana i Trinitat i Tobago. Es tracta d'una serp de mida mitjana que pot arribar a uns 70 cm de longitud. S'alimenta d'escarabats, cecílies (amfibis llaners), anfisbènids (llangardaixos sense potes), petites serps fosorials, peixos i granotes. Té un cos cilíndric de diàmetre uniforme i la cua molt curta; bandes brillants en vermell i negre (però sense bandes grogues). Els seus ulls reduïts s'ubiquen sota les grans escates del cap. És considerada la serp que més s'assembla a les serps ancestrals originals, comptant entre d'altres amb un crani semblant al d'un llangardaix.

## Distribució geogràfica
Habita en les zones tropicals de la part nord de l'Amèrica del Sud des del sud i oest de Veneçuela, Guaiana, Surinam i Guaiana Francesa incloent la conca de l'Amazones de Colòmbia, l'Equador, el Perú i el Brasil. La localitat tipus és "Indiis".

## Subespècies
| Subespècies      | Autor de tàxon   |
| ---------------- | ---------------- |
| A. s. phelpsorum | Roze, 1958       |
| A. s. scytale    | (Linnaeus, 1758) |

## Taxonomia
En les classificacions modernes la família inclou únicament l'espècie Anilius scytale, mentre que Cylindrophis, el gènere asiàtic prèviament inclòs, ha estat elevat a una família separada, Cylindrophiidae.